# Quadrado Dourado
O Quadrado Dourado (em inglês:  Golden Square) foi um grupo de quatro oficiais das forças armadas iraquianas que tiveram um papel na política iraquiana ao longo dos anos 1930 e início dos anos 1940. As atividades do Quadrado Dourado culminaram no apoio a Rashid Ali al-Gaylani em sua derrubada do governo em 1941. 

## Detalhes
O “Quadrado Dourado” incluiu os quatro líderes mais importantes do "Círculo dos Sete." O Círculo dos Sete foi um grupo de oficiais militares nacionalistas árabes sunitas que foram fortemente influenciados pelo embaixador alemão Fritz Grobba e, por sua vez, influenciaram extremamente a política do Iraque durante os anos 1930 e início dos anos 1940. 
Os membros do Quadrado Dourado foram o Coronel Salah al-Din al-Sabbagh, o Coronel Kamal Shabib, o  Coronel Fahmi Said e o Coronel Mahmud Salman. Durante a Guerra Anglo-Iraquiana, os quatro membros do Quadrado Dourado comandaram unidades localizadas na área de Bagdá. Salah ad-Din al-Sabbagh foi comandante da 3ª Divisão de Infantaria Iraquiana. Kamal Shabib comandou a 1ª Divisão de Infantaria. Fahmi Said comandou a Brigada Mecanizada Independente. Mahmud Salman, um não oficial do Exército, era o Chefe da Força Aérea. 
Os membros do Quadrado Dourado eram virulentamente anti-britânicos. Com o tempo, esses homens representaram o poder real já que os sucessivos governos iraquianos procuravam o apoio dos militares para a sobrevivência. Os membros do Quadrado Dourado olhavam para a Alemanha para apoiá-los e, por sua vez, Grobba entusiasticamente incentivou-os a fazê-lo. 
Em 1 de abril de 1941, Rashid Ali e o Quadrado Dourado lançaram um golpe de Estado para derrubar o governo do regente, o príncipe 'Abd al-Ilah. A subsequente Guerra Anglo-Iraquiana terminou desastrosamente para Rashid Ali e os membros do Quadrado Dourado, que, em sua maior parte, fugiram do Iraque uma vez que os britânicos chegaram em Bagdá.